# Carolina Ferni
Carolina Ferni (Como, 20 agosto 1846 – Milano, 4 giugno 1926) è stata una violinista e cantante lirica italiana.

## Biografia
Figlia di Luigi e di Francesca Casati. 
Seguì gli insegnamenti di G. Gamba e di F. Bianchi per il violino, e da giovane si recò a Parigi per un corso di violino con J. Allard, Ch. de Beriot, H. Vieuxtemps; successivamente studiò a Bruxelles sotto la guida di H. Léonard, assieme alle sorelle minori Virginia e Vincenzina.
Nei primi anni '50, le sorelle Ferni formarono un duo che si esibi in molti teatri europei, culminato con il concerto del 15 maggio 1854 al Teatro Regio di Torino. Carolina Ferni si esibì sia con Virginia sia con Vincenzina.
Carolina Ferni in seguito intraprese studi di canto con il famoso soprano Giuditta Pasta, che le aprirono le porte alla carriera di cantante.
E difatti il suo esordio avvenne a Torino con l'opera La favorita, nel ruolo di Leonora. Riscosse grandi consensi con le 
opere Norma, Saffo, Africana. Nella opera di Mercuri Il violino del Diavolo, si esibì nella duplice veste di cantante e di violinista.
Trasferitasi nel 1889 in Russia, ottenne il ruolo di maestra di canto nel Teatro Imperiale, che conservò per circa trentaquattro anni.
Rientrata in Italia, soggiornò a Torino per dedicarsi ancora all'insegnamento.

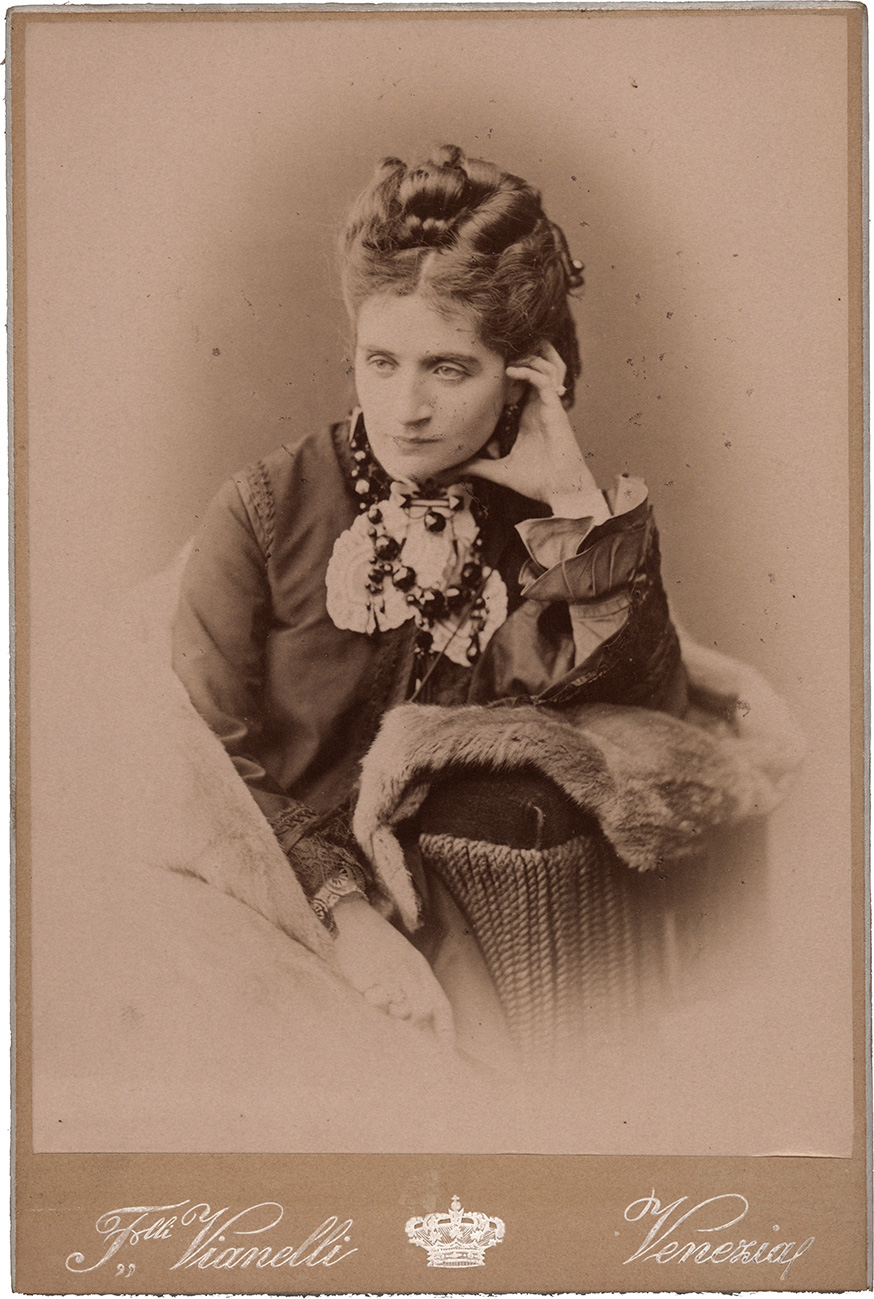
Ritratto di Carolina Ferni, insegnante (1839-1926). Foto di Fratelli Vianelli, Venezia, prima del 1926

In un breve periodo di permanenza a Milano ebbe come allievi Caruso, E. Burzio, oltreché il figlio Eugenio, che diventò un noto cantante.
Si sposò con il baritono Leone Giraldoni, assieme al quale si esibì numerose volte.